# Carl Hermann Ule
Carl Hermann Ule (* 26. Februar 1907 in Stettin; † 16. Mai 1999 in Heidelberg) war ein deutscher Rechtswissenschaftler.

## Leben
Ule wurde nach einem Studium der Rechtswissenschaften 1931 an der Universität Jena mit der von Otto Koellreutter, dem späteren zeitweiligen „Kronjuristen“ des NS-Regimes, betreuten Arbeit Über die Auslegung der Grundrechte, die im renommierten Archiv des öffentlichen Rechts erschien, promoviert. 1935 schrieb Ule als Verfechter des Führerprinzips zwei Aufsätze, die im Reichsverwaltungsblatt, beziehungsweise in der Zeitschrift der Akademie für Deutsches Recht publiziert wurden. 1940 habilitierte er sich an der Universität München mit der Arbeit Herrschaft und Führung im nationalsozialistischen Reich, von Koellreutter im ebenfalls renommierten Verwaltungsarchiv untergebracht. Die Arbeit löste erhebliche Debatten aus und bewirkte Angriffe durch Das Schwarze Korps, ein der SS nahestehendes Wochenblatt, gegen Koellreutter, aber auch gegen Ule. Die Parteiamtliche Prüfungskommission zum Schutze des NS-Schrifttums untersagte nach längerer Prüfung den Vertrieb der Buchausgabe (Februar 1942). 1941 wurde Ule, der Ende Januar 1940 zum Kriegsdienst einberufen worden war, nominell Privatdozent in München und publizierte im Reichsverwaltungsblatt einen Beitrag zum Thema Herrschaft, Führung, Gemeinschaft. Von 1933 bis 1940 war er Richter an den Landgerichten Kiel und München II gewesen. Seit Dezember 1940, bis Kriegsende 1945 amtierte Ule als Marinerichter. Er geriet in Kriegsgefangenschaft. In zwei Entnazifizierungsverfahren (Bonn, München) wurde er zunächst als „Mitläufer“ eingestuft, dann im Leitverfahren (Bonn) als „entlastet“, woraufhin das weitere Verfahren in München eingestellt wurde.
Während der Weimarer Republik war Ule Mitglied der Deutschen Demokratischen Partei (ab 1928), die zur sog. Weimarer Koalition zählte; er verließ sie rechtzeitig vor der sog. Machtergreifung Hitlers (im Herbst 1932). Der NSDAP gehörte Ule ab 1937/38 an.
1950 war Ule Senatspräsident am Oberverwaltungsgericht in Lüneburg und Privatdozent in Hamburg, seit 1951 lehrte er als Honorarprofessor an der Georg-August-Universität Göttingen. Von 1955 bis 1972 hatte er einen Lehrstuhl für öffentliches Recht an der Deutschen Hochschule für Verwaltungswissenschaften in Speyer. Im Anschluss an die  Emeritierung war Ule als Rechtsanwalt tätig.
1988 erhielt Ule den japanischen Orden des Heiligen Schatzes. Im selben Jahr verlieh ihm die Keiō-Universität die Ehrendoktorwürde.
Als Professor und Autor war Ule vor allem auf dem Gebiet des Verwaltungsverfahrensrechts, des Verwaltungsprozessrechts und des Beamtenrechts aktiv.

## Schriften (Auswahl)
- Über die Auslegung der Grundrechte, Tübingen 1931 (zugleich Diss., Universität Jena).
- Herrschaft und Führung im nationalsozialistischen Reich, München 1941 (zugleich Habil.-Schrift., Universität München 1940).
- Verwaltungsprozessrecht, 9. Aufl., München 1987, ISBN 3-406-31886-X.
- zusammen mit Hans-Werner Laubinger: Verwaltungsverfahrensrecht, 4. Aufl., Köln/Berlin/Bonn/München 1995, ISBN 3-452-22106-7.
- Beiträge zur Rechtswirklichkeit im Dritten Reich, Berlin 1987 (Autobiographie 1930–1944).